# Siemens-Schuckert D.IV
O Siemens-Schuckert D.IV foi um avião de caça alemão construído no final da Primeira Guerra Mundial pela Siemens-Schuckert (SSW). O modelo chegou ao serviço tarde demais e foi produzido em número muito pequeno para ter qualquer efeito no esforço de guerra.

## Primeiros desenhos
O primeiro caça de produção da Siemens-Schuckert foi o Siemens-Schuckert D.I, que foi baseado no Nieuport 17 francês. Fora o uso do "Siemens-Halske Sh.I", um motor giratório no qual o virabrequim e a hélice giravam em direções opostas, o "D.I" era de fato uma cópia bastante próxima do Nieuport. Quando o modelo de produção dos D.I apareceu em 1917, o design não era mais competitivo e, após a construção de 95 deles, a produção foi cancelada, com o tipo servindo principalmente como um treinador avançado.
O trabalho de desenvolvimento no "Siemens-Halske Sh.I" culminou no "Siemens-Halske Sh.III", que desenvolvia 160 hp (120 kW). O novo motor foi montado em uma série de protótipos originais nas fábricas da SSW, o "D.II", "D.IIa" e "D.IIb". Estes apresentavam uma fuselagem de seção curta e redonda projetada para caber em um motor maior, levando a uma aeronave de aparência bastante atarracada que os pilotos mais tarde chamaram de "barril de cerveja voadora". Os testes de voo começaram em junho de 1917 e, embora a aeronave não tivesse uma velocidade máxima muito alta, eles mostraram excelentes taxas de razão de subida. A única preocupação séria era o trem de pouso extremamente longo necessário para manter a enorme hélice de 2 pás longe do solo.

## D.III
Mais três protótipos foram encomendados, um "D.IIe", com as asas do tamanho original, e dois "D.IIc", equipados com asas de envergadura mais curtas e mais longas respectivamente. Após a conclusão em outubro de 1917, o projeto provou ser promissor e em dezembro um pedido de vinte "D.IIc" de longo alcance foi feito com uma hélice menor de 4 pás que permitia pernas de trem de pouso mais curtas. As entregas dessas aeronaves, agora conhecidas como "D.III", começaram em janeiro e foram seguidas por um pedido adicional de trinta em fevereiro.

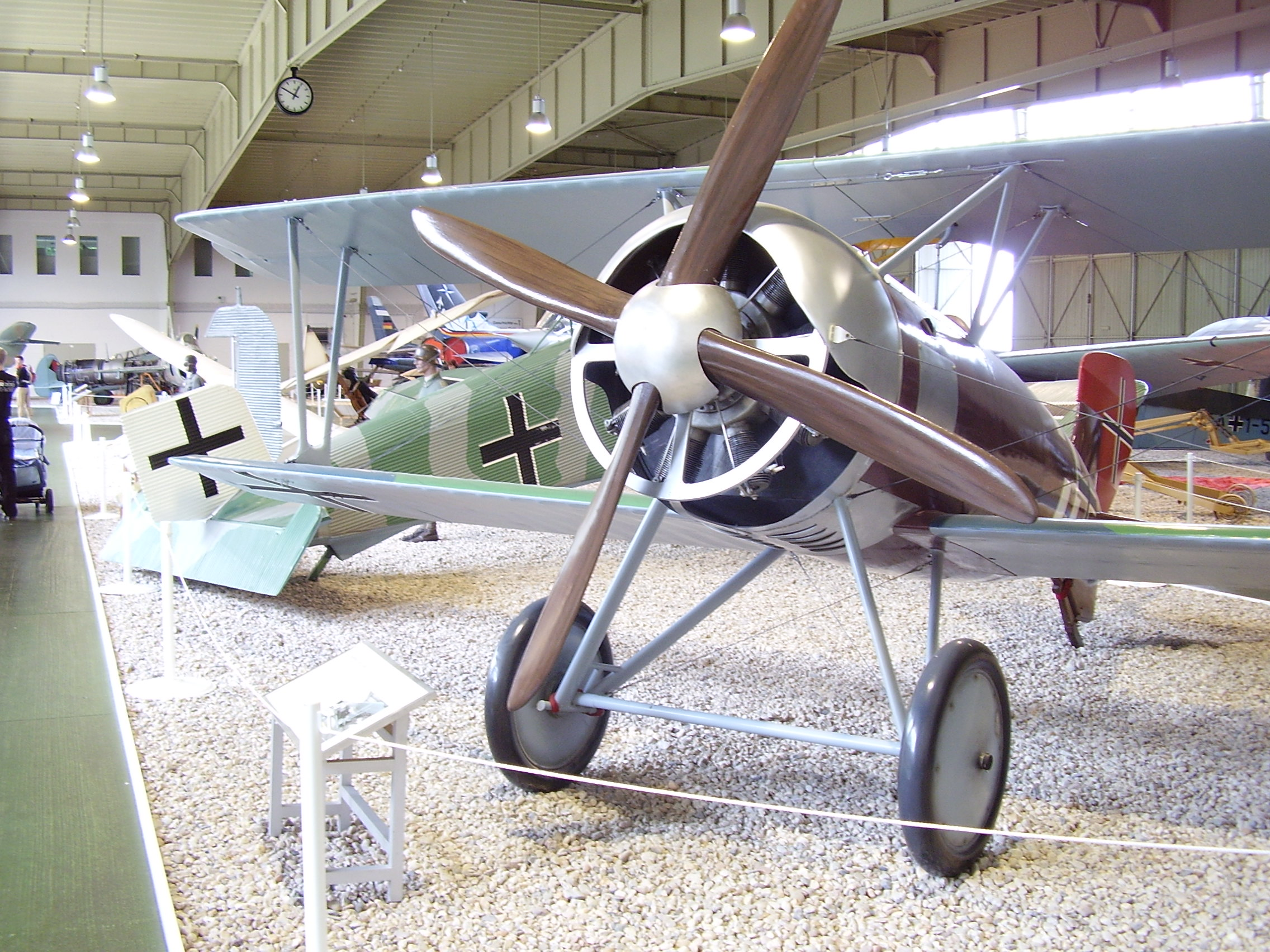
Um Siemens-Schuckert D.III em exposição
no "Luftwaffe Museum" em Gatow.

Todos os cinquenta foram entregues às unidades da linha de frente em maio, onde se mostraram populares, mas após apenas 10 horas de serviço os motores começaram a apresentar sérios problemas, como superaquecimento e travamento. A Siemens culpou o problema ao óleo à base de "Voltol" que foi usado para substituir o óleo de rícino escasso para lubrificar o motor, mas o tipo foi retirado de serviço e substituído pelo Fokker D.VII. Quando eles foram removidos, Rudolf Berthold, comandante do JG.II, observou que desejava que "o caça Siemens seja disponibilizado novamente para uso na linha de frente o mais rápido possível, pois, após a eliminação das falhas atuais, é provável que se torne um de nossos caças mais úteis".
Uma versão do motor "Sh.III" passou por um teste de resistência de 40 horas em junho e a aeronave foi liberada para retornar ao serviço em julho. Enquanto isso, eles foram atualizados com a adição de um novo leme, ailerons balanceados e tiveram a carenagem cortada para melhorar o resfriamento. Algumas fontes também afirmam que os motores originais foram substituídos pelos motores "Sh.IIIa" melhorados de 200 hp (150 kW). Outras trinta novas aeronaves com esses recursos foram construídas e todas as oitenta do projeto aprimorado entraram em serviço em unidades de defesa doméstica, onde sua taxa de razão de subida os tornava excelentes interceptadores.

## D.IV
O protótipo "D.IIc" de envergadura curta foi ainda mais refinado e com uma asa superior e inferior mais estreita de 1,00 m (3 pés 3 pol) de corda, usando o aerofólio tipo "Göttingen 180". Uma asa era ligeiramente mais longa que a outra para combater o fator P de sua enorme hélice de quatro pás. Os painéis de bombordo externos dos suportes tinham 1.110 mm (44 pol.) de comprimento, enquanto os do lado estibordo tinham 1.040 mm (41 pol.) de comprimento. O desempenho melhorou visivelmente na velocidade máxima e na taxa de subida sobre o "D.III". Um pedido para este modelo, agora conhecido como "D.IV", foi feito em março de 1918 e pedidos adicionais foram feitos à medida que as qualidades do design se tornaram conhecidas. As aeronaves começaram a chegar às unidades operacionais em agosto, mas das 280 encomendadas, apenas 123 foram concluídas até o final da guerra, cerca de metade delas chegando às unidades operacionais.

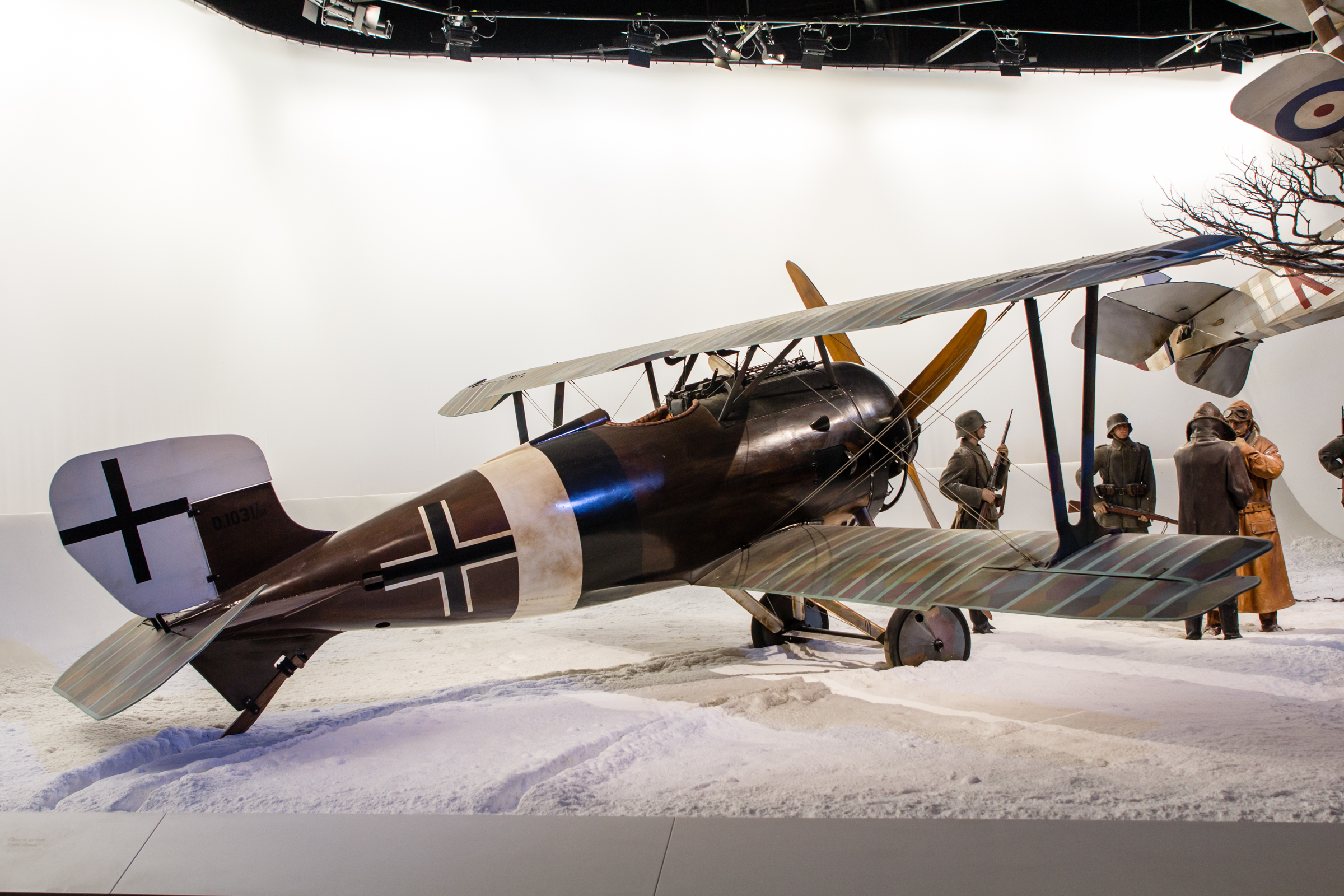
Um Siemens Schuckert D.IV no Omaka Aviation Heritage Centre, Blenheim, Nova Zelândia.

Embora o trem de pouso curto e a folga limitada da hélice levassem a um pouso complicado, o avião era fácil de voar. Ele tinha uma corrida de decolagem muito curta e em alturas acima de 4.000 m (13.000 pés) era mais rápido e mais manobrável do que o Fokker D.VII com motor Mercedes. Sua característica mais notável era sua taxa de subida fenomenal e teto de serviço extremamente alto - poderia atingir 6.000 m (20.000 pés) em menos de 141⁄2 minutos. Em 36 minutos, poderia atingir 8.100 m (26.600 pés), cerca de 1.200 m (3.900 pés) acima do teto do Fokker. A produção do "D.IV" continuou após o cessar-fogo, enquanto um exemplar escapou para a Suíça, onde operou de 1918 a 1922, e outro foi adquirido pelos lituanos, mas nunca voou em serviço. Um exemplo foi utilizado pelos belgas, sendo marcado com o número 22. Com a assinatura do Tratado de Versalhes a produção de aeronaves na Alemanha foi proibida e a divisão aeronáutica da SSW desapareceu. A "Siemens-Halske" mais tarde se reorganizou como "Bramo".

## D.V
Em maio/junho de 1918 um sesquiplano, derivado de duas baías, o "D.V" participou dos testes em Adlershof. Três foram construídos.

## Operadores
Bélgica
- "Componente Aérea do Exército Belga" operou um D.IV ex-Luftstreitkräfte de 1919 a 1921

 Império Alemão
- "Luftstreitkräfte"
- "Kaiserliche Marine"
- "Freikorps"

 Lituânia
- "Força Aérea da Lituânia" recebeu um D.IV (nº 6177); no entanto, nunca voou no serviço lituano.[3]

 Suíça 
- Força Aérea Suíça operou um D.III ex-Luftstreitkräfte de 1918 a 1922.

## Especificações (D.IV)
Dados de: German Aircraft of the First World War 
Descrições gerais
- Tripulação: 1 piloto
- Comprimento: 5,7 m (19 ft)
- Envergadura: 8,35 m (27 ft)
- Altura: 2,72 m (8,9 ft)
- Área alar: 15,1 m² (163 ft²)
- Peso vazio: 540 kg (1 190 lb)
- Peso bruto (carregado): 735 kg (1 620 lb)

Motorização
- Número de motores: 1x
- Tipo do motor: Siemens-Halske Sh.III de 11 cilindros giratório refrigerado a ar
- Potência por motor: 158 hp (118 kW)
- Descrição do propulsor/hélice: Hélice de passo fixo de 4 pás

Performance
- Velocidade máxima: 190 km/h (118 mph)
- Alcance: 380 km (236 mi)
- Autonomia: 2 hs
- Razão de subida: 8.0 m/s
- Tecto de serviço: 8 000 m (26 200 ft)
- Carga alar: 48.7 kg/m²